# Église Notre-Dame-de-Lourdes d'Hirson
Pour les articles homonymes, voir Église Notre-Dame-de-Lourdes.
L'église Notre-Dame-de-Lourdes d'Hirson est une église située à Hirson, en France.

## Localisation
L'église est située sur la commune de Hirson, dans le département de l'Aisne.

## Historique
Après l'incendie en janvier 1906 de l'église située sur l'actuelle place Victor-Hugo, l'église Notre-Dame-de-Lourdes fut construite à proximité de l'Oise.

Elle fut consacrée par l'évêque de Soissons, Monseigneur Pierre-Louis Péchenard, en 1907.

L'Association des Amis de l'Orgue Augustin-Brisset de l'église Notre-Dame de Lourdes d'Hirson a permis la rénovation de l'orgue.